# Georges Halbout du Tanney
 (juillet 2021).
Georges Halbout du Tanney, pseudonyme de Georges Halbout, né dans le 19e arrondissement de Paris le 15 décembre 1895 et mort à Bourdeilles (Dordogne) le 7 juin 1986, est un sculpteur français.

## Biographie
Fils d'Ernest Halbout, artisan bijoutier dans le quartier des Buttes-Chaumont à Paris, Georges Halbout est élève à l'école Germain Pilon puis à l'École nationale supérieure des arts décoratifs. Prisonnier civil de guerre la veille de la Première Guerre mondiale, il peint en Allemagne en captivité des portraits de ses camarades. Libéré, il est assigné à résidence en Suisse en 1916.
Interprète auprès de l'Armée américaine en 1918, il entre à l'École des beaux-arts de Paris où il est admis dans l'atelier de Jean Boucher pendant six ans. Il partage son atelier avec Paul Belmondo au parc Montsouris. 
Il obtient le prix Blumenthal en 1920 et le prix Abd-el-Tif en 1928. Il s'installe en Algérie à Bouzareah, sur les hauteurs d'Alger et épouse en 1934 à Bourdeilles (Dordogne) Gisèle de Lalaurencie alors élève de l'École supérieure des beaux-arts d'Alger, qui devient son modèle. Il est professeur à l'École des beaux-arts d'Alger.
Beaucoup de ses œuvres sont éditées en bronze et terrecotta. Il travailla notamment dans son atelier de Chellala, (Hammam Meskoutine) Est-Algérien. En 1937, il reçoit la commande de l'État pour la statue équestre du Monument à Jeanne d'Arc à Alger (1951, transféré à Vaucouleurs en 1966). Il obtient la médaille d'argent à l'Exposition universelle de 1937 et la médaille d'or au Salon des artistes français de 1938. Sculpteur confirmé, il enseigne l'anatomie à l'École supérieure des arts appliqués et à l'École des beaux-arts de Caen. Il obtient le titre d'officier d'Académie en 1949 et la Légion d'honneur en 1950. Il s'installe en 1966 à Bourdeilles. Il obtient la médaille de vermeil de la Ville de Paris en janvier 1982.

## Œuvres
- Vaucouleurs, place Achille François : Monument à Jeanne d'Arc, initialement inauguré à Alger en 1951.

## Expositions
- 1917 : Zurich.
- 1928 : Paris, Salon des artistes français (médaille de bronze).
- 1930 : Alger, villa Abd-el-Tif.
- 1931 : Paris, Exposition coloniale internationale.
- 1937 : Exposition universelle de 1937.
- 1987 : rétrospective, Périgueux.
- 1991 : rétrospective, Brantôme.

## Récompenses
- 1920 : prix Blumenthal.
- 1928 : prix Abd-el-Tif.
- 1937 : médaille d'argent à l'Exposition universelle de 1937.

## Distinctions
- 1949 :  Officier de l'ordre des Palmes académiques.
- 1950 :  Chevalier de la Légion d'honneur.
- 1982 : médaille de vermeil de la Ville de Paris.

## Œuvres dans les collections publiques
- Musée national des Beaux-Arts d'Alger.
- Musée national Zabana d'Oran.
- Monuments aux marins morts pour la France à Alger, démonté en 1962 et remonté à Toulon au cap Brun.
- Petit Palais, Paris.
- Monument aux morts de Brantôme.
- extension du Monument aux morts de Noisy-le-Sec (1952)
- Gisant du Struthof.